# Dinosaur Britain
Dinosaur Britain (česky Dinosauří Británie) je dvoudílný seriál televize ITV zabývající se dinosaury, kteří žili a byli objeveni na území Spojeného království. Každá ze dvou epizod je 45 až 46 minut dlouhá. Seriálem provází novinářka Ellie Harisson, známá především jako moderátorka týdeníku BBC s názvem "Countryfile".